# Rue Aubé
Rue Aubé är en nedlagd gata på Île de la Cité i Quartier Notre-Dame i Paris 4:e arrondissement. Gatan är uppkallad efter Ambroise Guillaume Aubé (1762–1849), ordförande för Tribunal de commerce de Paris. Rue Aubé börjar vid Place Louis-Lépine och Rue de Lutèce och slutar vid Quai de la Corse. 
År 1934 införlivades Rue Aubé med Place Louis-Lépine. Rue Aubé är idag en återvändsgata och används som parkeringsplats för anställda vid Tribunal de commerce.

## Bilder
| - Gatuskylt. - Rue Aubé. - Allée Célestin-Hennion. |

## Omgivningar
- Notre-Dame
- Sainte-Chapelle
- Marché aux fleurs Reine-Elizabeth-II
- Allée Célestin-Hennion
- Rue de la Cité
- Rue de Lutèce

## Kommunikationer
- Tunnelbana – linje  – Cité
- Busshållplats Cité – Parvis Notre-Dame – Paris bussnät, linjerna 21 47 75

### Webbkällor
- Hasquenoph, Bernard (11 juli 2020). ”Marché aux fleurs, «encore un quartier de Paris qui se modernise»!”. Louvre pour tous. http://www.louvrepourtous.fr/Marche-aux-fleurs-encore-un,875.html. Läst 29 mars 2022.